# The New Fellas
The New Fellas è il secondo album della band Indie rock inglese The Cribs, uscito per la Whichita Records.

## Tracce
1. Hey Scenesters!
2. I'm Alright Me
3. Martell
4. Mirror Kissers
5. We Can No Longer Cheat You
6. It Was Only Love
7. The New Fellas
8. Mellow Song
9. Hello! Oh...
10. The Wrong Way to Be
11. Haunted
12. Things Aren't Gonna Change